# Oleg Bovin
Oleg Georgijevič Bovin (in russo Олег Георгиевич Бовин?; Mosca, 20 giugno 1946) è un ex pallanuotista sovietico, vincitore di una medaglia d'argento a Città del Messico 1968.